# ياسر بامطرف
ياسر بامطرف (بالإنجليزية: Yaser Ba-Matraf)‏ (و. 1993  م) هو لاعب تايكوندو يمني، شارك في دورة الألعاب الآسيوية 2014، وشارك في دورة الألعاب الآسيوية 2010.

## روابط خارجية
- ياسر بامطرف على موقع TaekwondoData.com (الإنجليزية)